# Fablo
Fablo est un village de la province de Huesca, situé à une dizaine de kilomètres au sud-est de la ville de Sabiñánigo, dans la Guarguera. Des pistes le relient notamment aux villages de Gillué et Orús, il est inhabité depuis la fin des années 1950 (contre 80 lors du recensement de 1900). Son église, dédiée à l'apôtre saint André et construite au XVIIe siècle, est en ruines, comme la quasi-totalité des maisons du village. À deux kilomètres au nord-est du village se trouvent les ruines d'un ermitage dédié à la Vierge Marie (ermitage dit de Fragen - Fraixén en aragonais). Le village se situe au sud-ouest de la peña Canciás, qui culmine à 1 928 mètres.

## Galerie

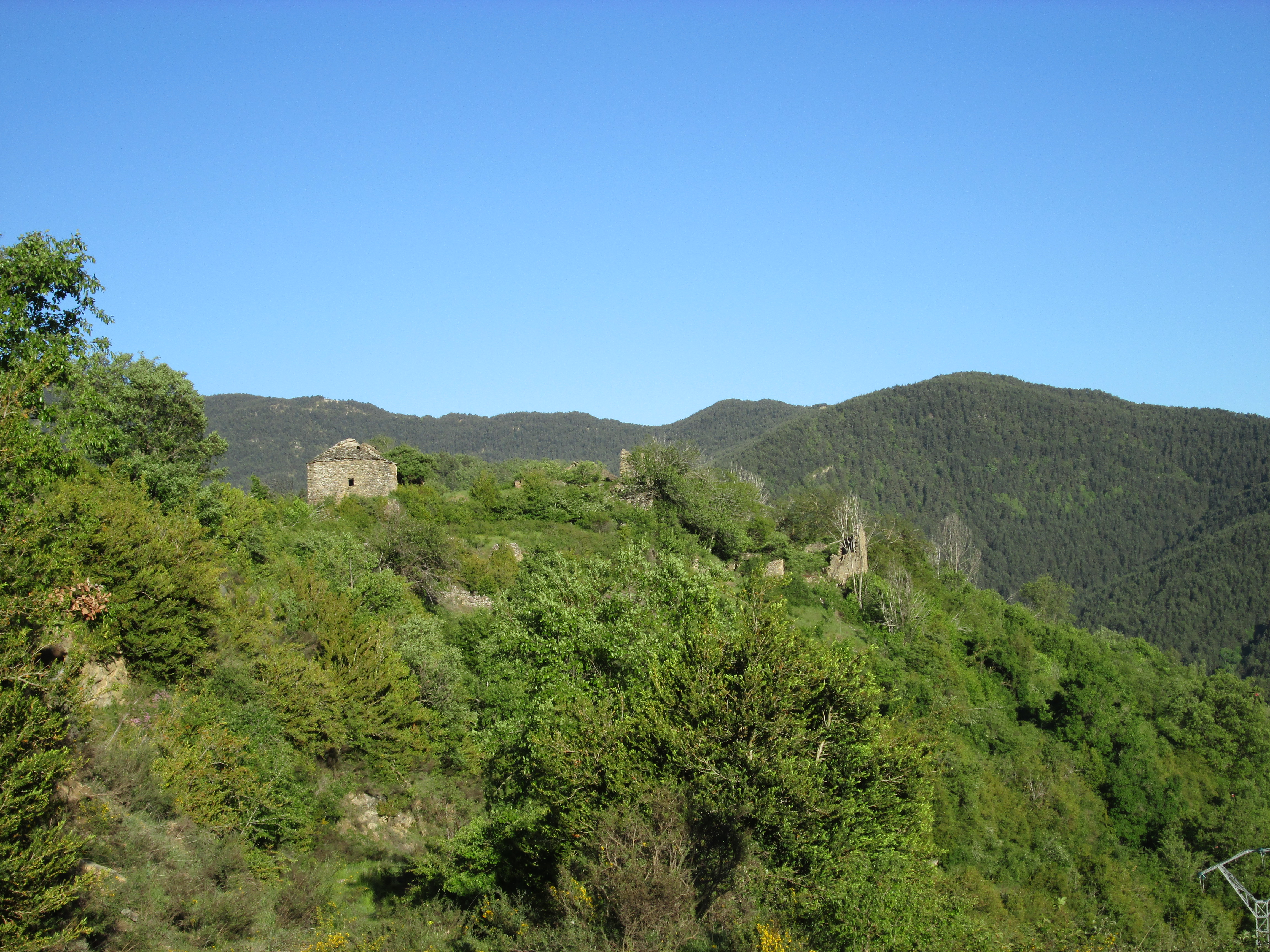
Vue du village depuis le chemin menant à Fablo depuis Orús.
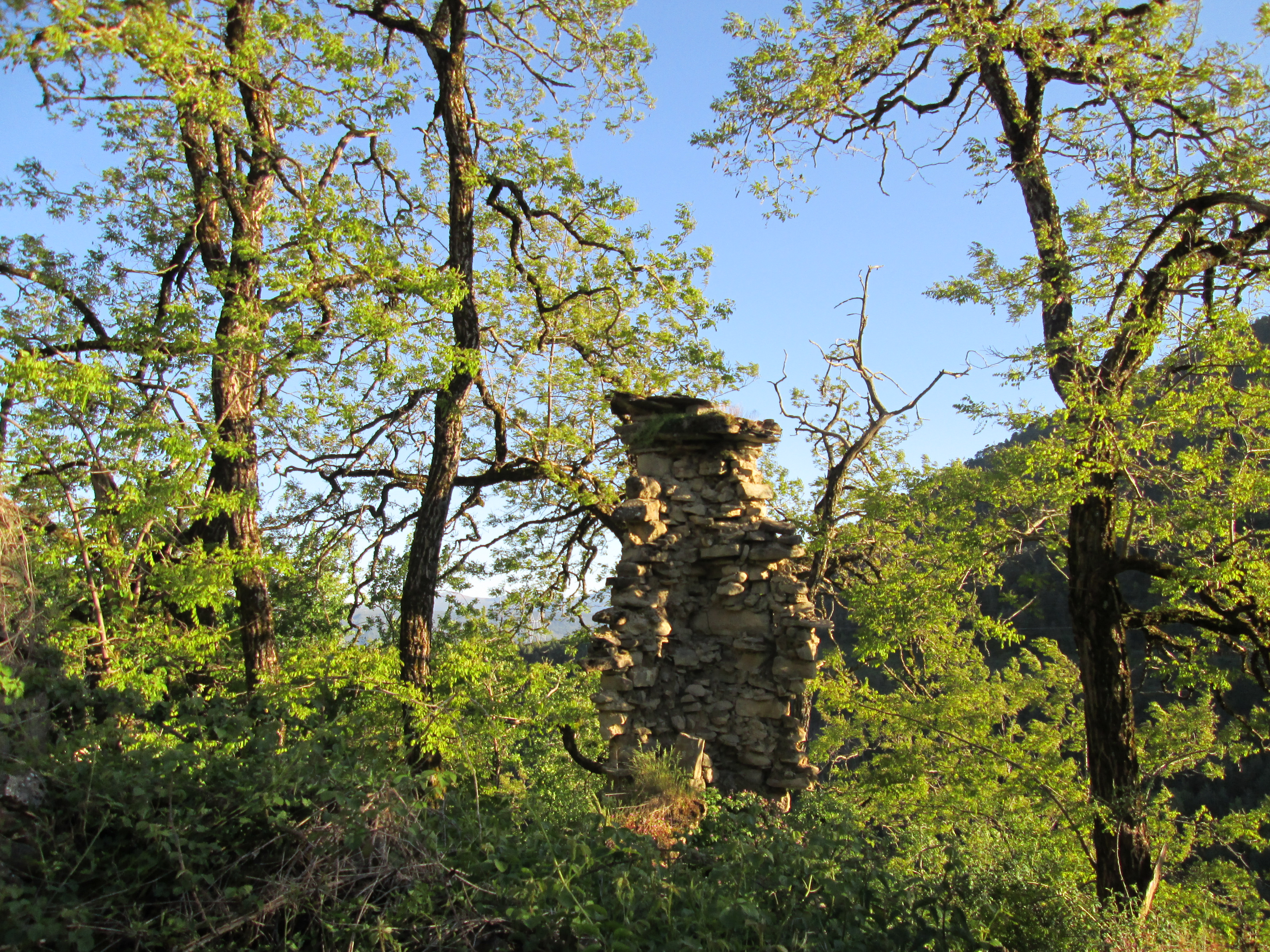
Maison en ruines.
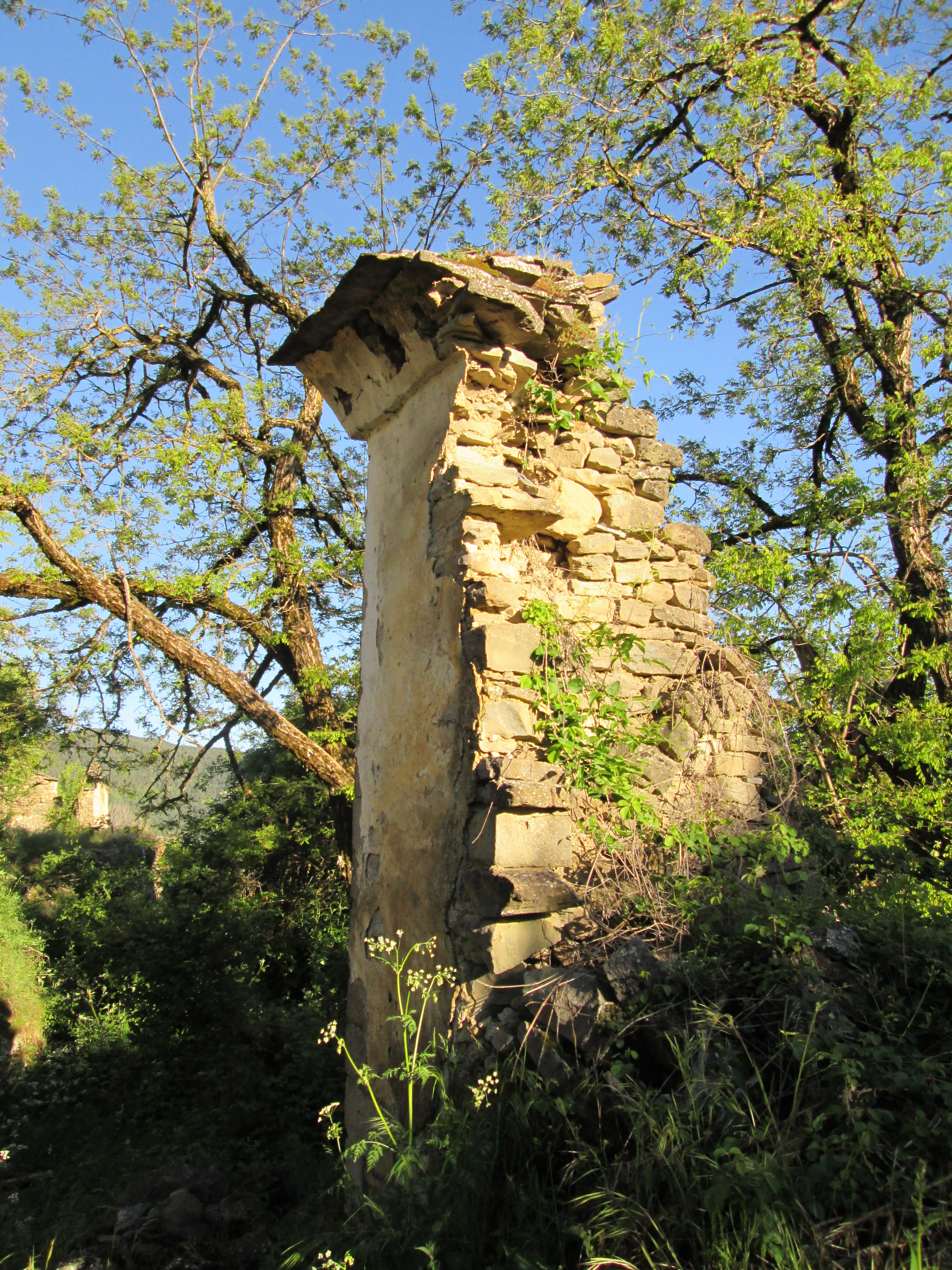
Maison en ruines.
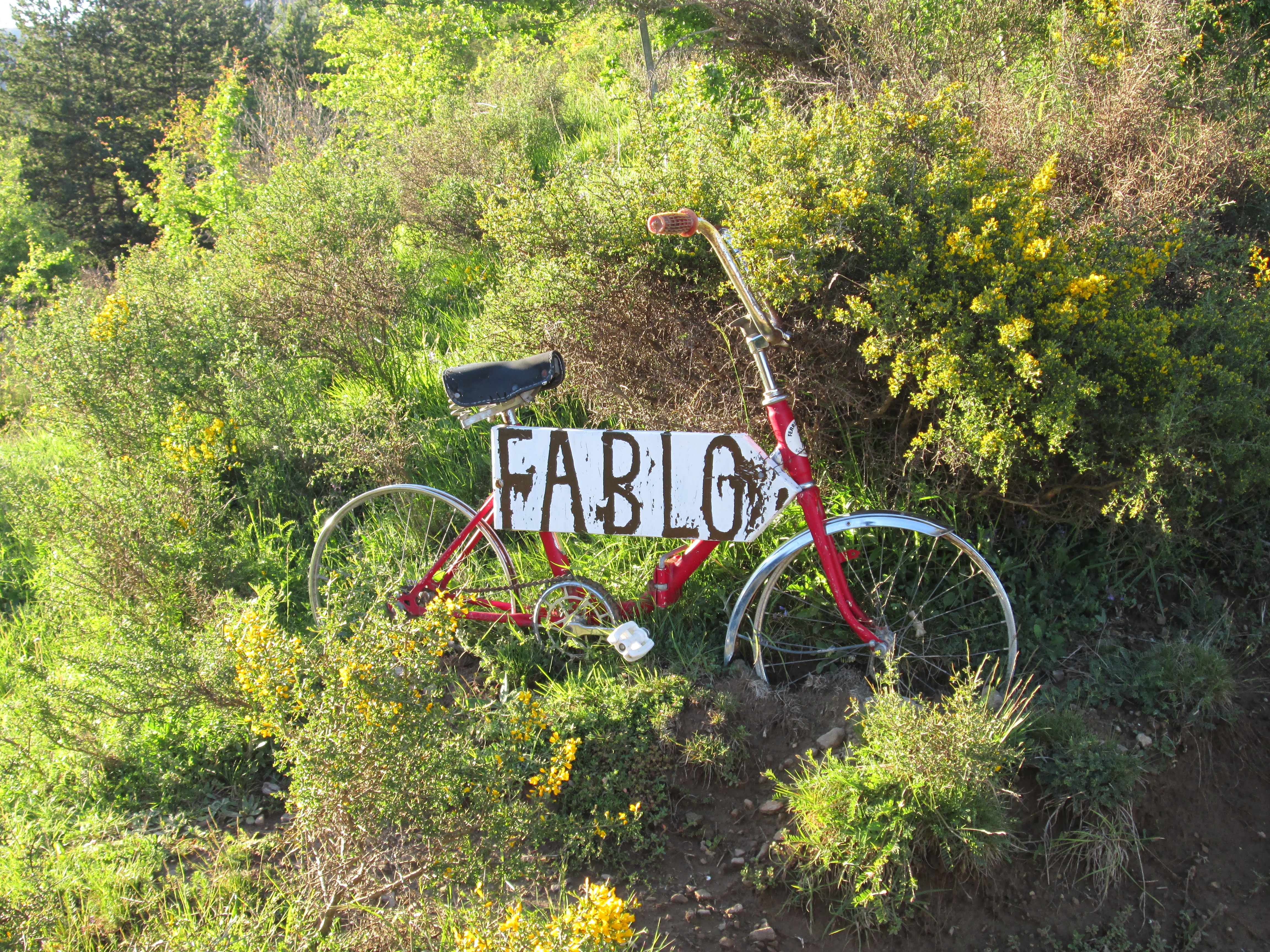
Pancarte indiquant le chemin de Fablo.